# Patapon

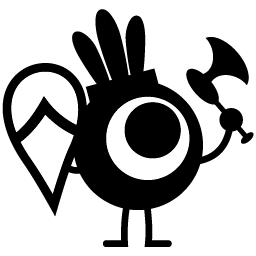
Uno de los primeros Patapons encontrados en este juego, llamado Tatepon

Patapon es una franquicia de videojuegos para PlayStation Portable que combina los estilos de juego de ritmo y  juego de dios. Fue desarrollado por Pyramid, el mismo estudio que creó LocoRoco. Se caracteriza por entornos 2D llenos de detalles con brillantes y coloridos gráficos que contrastan con los simpáticos personajes. La banda sonora fue realizada por Kenmei Adachi, mismo compositor encargado de LocoRoco.
Como curiosidad podríamos decir que estos tienen una estatura de una persona promedio oscilando entre los 1.70 metros los Patapon normales y los DekaPon hasta los 2.30 metros de estatura.[cita requerida]

## Argumento
El juego comienza explicando la aventura de los personajes, cuando la tribu conocida como Patapon viaja para cumplir su misión: ir al confín de la tierra a ver "ESO", siempre apoyados por su dios conocido como Ser Supremo que los motiva a base de golpes de tambor. Aprovechando esta situación, el malvado pueblo de Zigoton (Patapon), los misteriosos Karmen (Patapon 2) y los Muertehuesos (Patapon 3) han aprovechado su ausencia para ocupar sus dominios, impidiéndoles que puedan llegar al confín de la Tierra, además por supuesto en el juego predominan otros enemigos como monstruos gigantes como por ejemplo: gigantes de piedra (Gaeen) y dragones (dodonga) dándole un toque de fantasía al juego. El jugador corresponde como dios motivador (Ser Supremo) que debe guiarlos al confín de la tierra.
Los Patapon conocen la gran leyenda que dice: "Mirad ESO en el confín de la tierra y os concederá la felicidad eterna".

## Milagros (Jujus) e Invocaciones (Djiins)
En Patapon y Patapon 2 se conocen como milagros o jujus y en Patapon 3 como invocaciones o Djiins. En Patapon 1 se encuentran el milagro de terremoto, de viento a favor, de lluvia y de tormenta. En Patapon 2 se encuentran el milagro de terremoto, de viento a favor, de lluvia, de tormenta, de ataque y de defensa y el de la ventisca. En Patapon 3 esta el Sutra del Yarigami que se obtiene en las profundidades de la ira, que al fallarla o pasarla te aparece un personaje llamado Shakapon y te da 3 opciones la cual se tiene que contestar la última.
El sutra del Tategami se obtiene en la tienda de Plata Hoshipon a cambio de 10 fragmentos de estrella o se consigue en la misión de "Primera convención mundial de hoshipons" al final cuando le ayudas a Oro Hoshipon y dejas terminar todos los diálogos de todos los Hoshipons. El Sutra del soragami se consigue a cambio de 100 fragmentos de estrella y te lo vende Plata Hoshipon. El sutra del Yamagami se consigue a cambio de 120 fragmentos de estrella en la tienda del personaje ya mencionado.
También se encuentran lo super sutras:
- Super sutra del Yarigami
- Super sutra del Tategami
- Super sutra del Soragami
- Super sutra del Yamagami

Todos esos cuestan 500 fragmentos de estrella en la tienda de Plata Hoshipon

## Tienda de Plata Hoshipon y Lady Meden (Solo en Patapon 3)
En la tienda de Lady Meden se encuentran varios artículos como equipo mágico ("Pv" que significa puntos de vida, "Ve" que significa veneno y "Bli" que significa blindaje, entre otros más) y materiales principalmente piedras, ramas, cerezos, etc., todo a cambio de ka-ching, la moneda de la trilogía de Patapon. Se desbloquea al terminar las Profundidades de la Ira. 
En la tienda de Plata Hoshipon se encuentran objetos preciosos como adornos para tu guarida,  tarjetas de equipo, trampas para enfrentamientos, emblemas de bandera, peinados e invocaciones, todo a cambio de fragmentos de estrella (se consiguen jugando en equipo, ya sea en línea o Ad-hoc).

## Sistema de juego
El sistema de juego se basa completamente en el ritmo controlado por los cuatro botones principales de la consola, equis, círculo, cuadrado y triángulo, con los cuales puedes asignar órdenes de batalla logrando combinaciones con los sonidos. Además es importante saber acompañar los cantos de los pequeños guerreros para aumentar su agresividad y efectividad. También es importante la parte de estrategia que ofrece el juego, pudiendo elegir distintos tipos según la batalla que se vaya afrontar.

## Patapon 2
Salió a la venta el 5 de mayo de 2009. Se puede descargar de PlayStation Network y también se puede comprar en las tiendas tradicionales. Sony Computer Entertainment América declaró que «se consideró el formato digital para Patapon 2 como una prueba a futuro, para continuar explorando e investigando, cuales son las preferencias de los usuarios en cuanto a las descargas digitales». [cita requerida]
El juego empieza con toda una civilización de Patapons en un barco al cual lo ataca un monstruo marino que hunde el barco y mata a todos los Patapons excepto por el Hatapon; por ahora, que es encontrado por el Dios de los Patapons (protagonizado por el jugador). Al desembarcar encuentra a 3 yaripons (portadores de lanzas) y emprenden de nuevo su viaje al confín de la Tierra.

## Patapon 3
En primavera del 2010 se anunció que Patapon 3 saldría en abril del año siguiente. El juego se puso a la venta el 23 de abril del 2011.
Argumento
Tras reconstruir el puente del palacio Patapon (juego anterior) se encuentran con un receptáculo similar a un cofre, el cual tras destruirlo liberaron siete fantasmas conocidos como archienemigos que convirtieron a los Patapons en piedra. Después de tal tragedia, una estrella blanca (Plata Hoshipon) sale del mismo receptáculo para resucitar al héroe y unirse al Ser Supremo, emprendiendo un nuevo viaje para ir al confín de la tierra y derrotar a los siete archienemigos para salvar a los Patapons de la maldición de piedra.

## Personajes

### Plata Hoshipon
Es una estrella de color plata con bigote, su aspecto es parecido al de un anciano.
Es el portador de la verdad, y de no haber jugado al juego procederá a relatar qué les pasó a los Patapons para que fueran convertidos en piedra.
Él salió del receptáculo junto con los 7 archienemigos, su misión termina cuando los archienemigos son derrotados y mostrará el confín de la tierra. Vende sutras y trampas, además de decoraciones para tu guarida y cabellos (solo en los enfrentamientos multijugador); todos a cambio de fragmentos de estrellas.

### Superhéroe
Es el héroe al que el jugador revivirá con sus "cenizas", bien puede ser un Yarida (Yaripon), héroe de la lanza, un Taterazay (Tatepon), héroe del escudo o un Yumiyacha (Yumipon), héroe del arco y flecha.
Con él se llevarán a cabo todas la batallas y tiene numerosas ramas de evolución, lo que lo convierte en el patapon más versátil. Al activar su modo héroe (algunos héroes con PON PON CHAKA CHAKA - PON PON PATA PON y otros solo con CHAKA CHAKA PATA PON que son solo escudo). Son los únicos guerreros que pueden revivir al morir, pero en mazmorras, castillos y otros sitios cerrados este efecto será nulo.
Al final del juego, si se elige la primera opción, el jugador pactará una alianza con los héroes oscuros (lobo rabioso, sirenascivia, murcigante, cuervorruin,
mosgloton, tortugosa, y viborosa). Estos personajes no tienen modo historia, solo es posible utilizarlos en modo multijugador.

### Ton Yaripon
Apareció en Patapon 1 y 2, aunque en estos juegos no se menciona su nombre.
En Patapon 3 es la encarnación del héroe antiguo "Gan Yaripon", por lo que el único Patapon que no cambia su clase, es decir, "Yaripon, Tatepon y Yumipon". De esta manera, solo cambia de al nombre de su clase, por ejemplo, de Yaripon ------ Yarida.

### Chin Tatepon
Al igual que Ton, apareció en los dos primeros juegos en los cuales tampoco se mencionó su nombre.
En Patapon 3 es la encarnación de "Ban Tatepon", por lo que cambia su clase a Taterazay (Tatepon).

### Kan Yumipon
De igual forma que Ton y Chin, Kan aparecen en los dos primeros juegos de Patapon, en los cuales tampoco se menciona su nombre.
En Patapon 3 es la encarnación de "Don Yumipon", por lo que su clase cambia a Yumiyacha (Yumipon).